# کاکس ۱۴۷۶
سیارک ۱۴۷۶ (به انگلیسی: 1476 Cox، نامگذاری:1936RA) هزار و چهارصد و هفتاد و ششمین سیارک کشف شده‌است که در ۱۰ سپتامبر ۱۹۳۶ کشف شد.
قدر مطلق سیارک برابر ۱۲٫۹۰ است.